# Liste der Officers des Order of Canada/V
Diese Liste gibt einen Überblick aller Personen, die mit der Auszeichnung Officer of the Order of Canada ausgezeichnet wurden.

## V
1. Jean-Marc Vallée
2. Sidney van den Bergh
3. William E. Van Steenburgh
4. Maurice Lewis Van Vliet
5. Guy C. Vanderhaeghe
6. Gérard Veilleux
7. Michel Vennat
8. Alje Vennema
9. Richard Verreau
10. Annette Verschuren (2011)
11. Jacques Viau
12. Pierre Viens
13. André Viger (1952–2006)
14. Ashok K. Vijh
15. Denis Villeneuve
16. Arthur M. Vineberg
17. Philip F. Vineberg
18. Mary Helen Vingoe (2010)
19. Erich W. Vogt
20. Roch Voisine
21. George Michael Volkoff (1914–2000)
22. Robert Volpé
23. Anthony von Mandl
24. Bernard Voyer
25. Jacques Voyer
26. Mladen Vranic (2010)